# Sân bay quốc tế Gobernador Horacio Guzmán
Sân bay quốc tế Gobernador Horacio Guzmán (tiếng Tây Ban Nha: Aeropuerto Internacional de Jujuy - Gobernador Horacio Guzmán) (IATA: JUJ, ICAO: SASJ) là một sân bay wor Jujuy (tỉnh), Argentina, phục vụ thành phố San Salvador de Jujuy. Sân bay này được xây năm 1971. Tên cũ là Aeropuerto El Cadillal. Sân bay này nằm cách trung tâm thành phố 33 km.
Aerolíneas Argentinas đã thường sử dụng sân bay này để đổ nhiên liệu trước khi bay đi Bogotá, Los Ángeles và Thành phố Mexico, Lima.

## Các tuyến bay
- Aerolíneas Argentinas / Austral Líneas Aéreas
  - Buenos Aires / (Aeroparque Jorge Newbery)
- Andes Líneas Aéreas
  - Tucumán / (Sân bay quốc tế Teniente Benjamín Matienzo
  - Buenos Aires / (Aeroparque Jorge Newbery)